# Callorhinchus capensis
Callorhinchus capensis (tên tiếng Anh: Cape elephantfish, josef, hoặc st. joseph) là một loài cá thuộc họ Callorhinchidae. Nó được tìm thấy ở Namibia và Nam Phi. Môi trường sống tự nhiên của chúng là vùng biển mở.